# Distrito fitogeográfico patagónico occidental

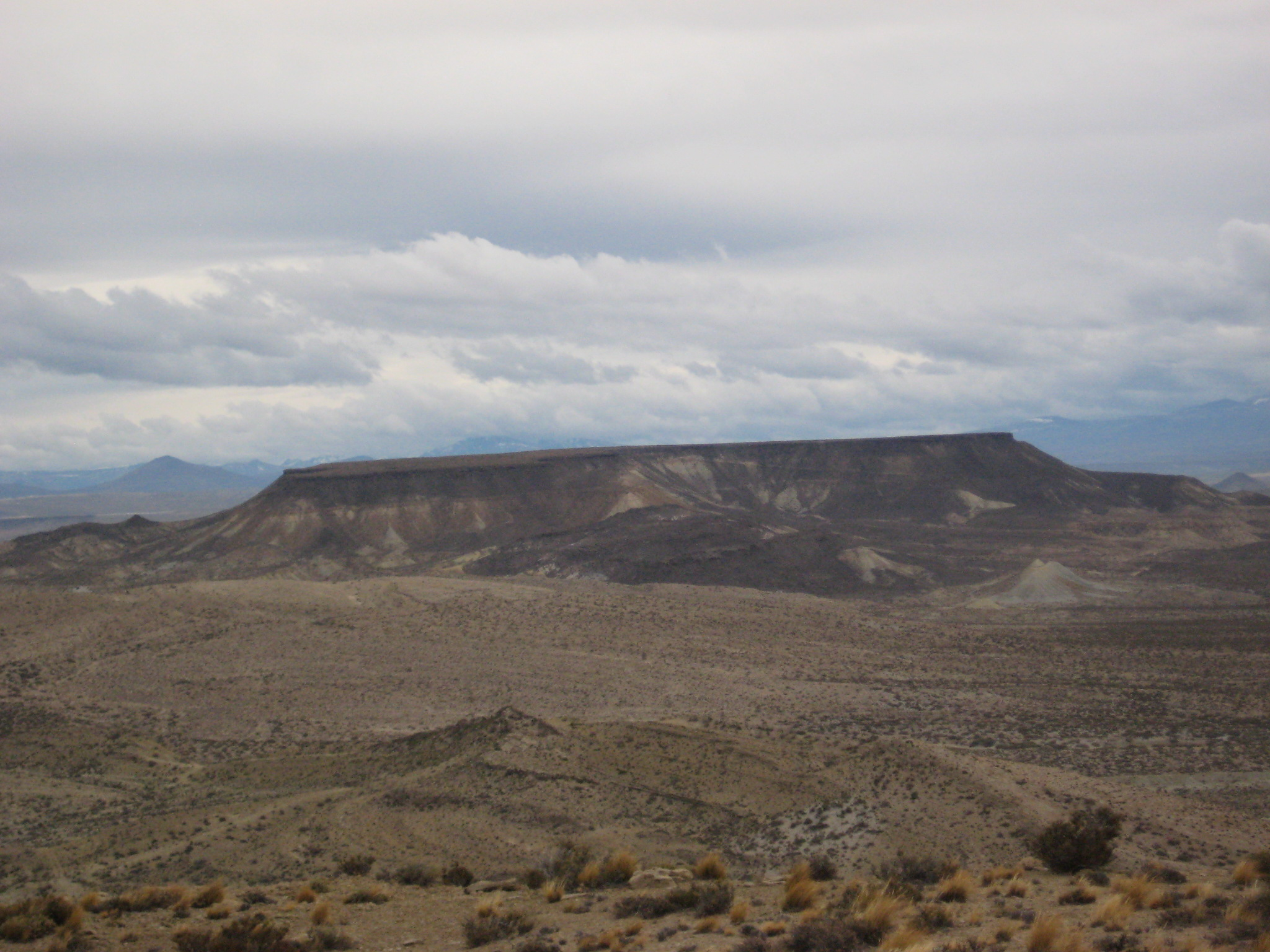
Cerro Negro, en proximidades de Zapala, provincia del Neuquén, Argentina.

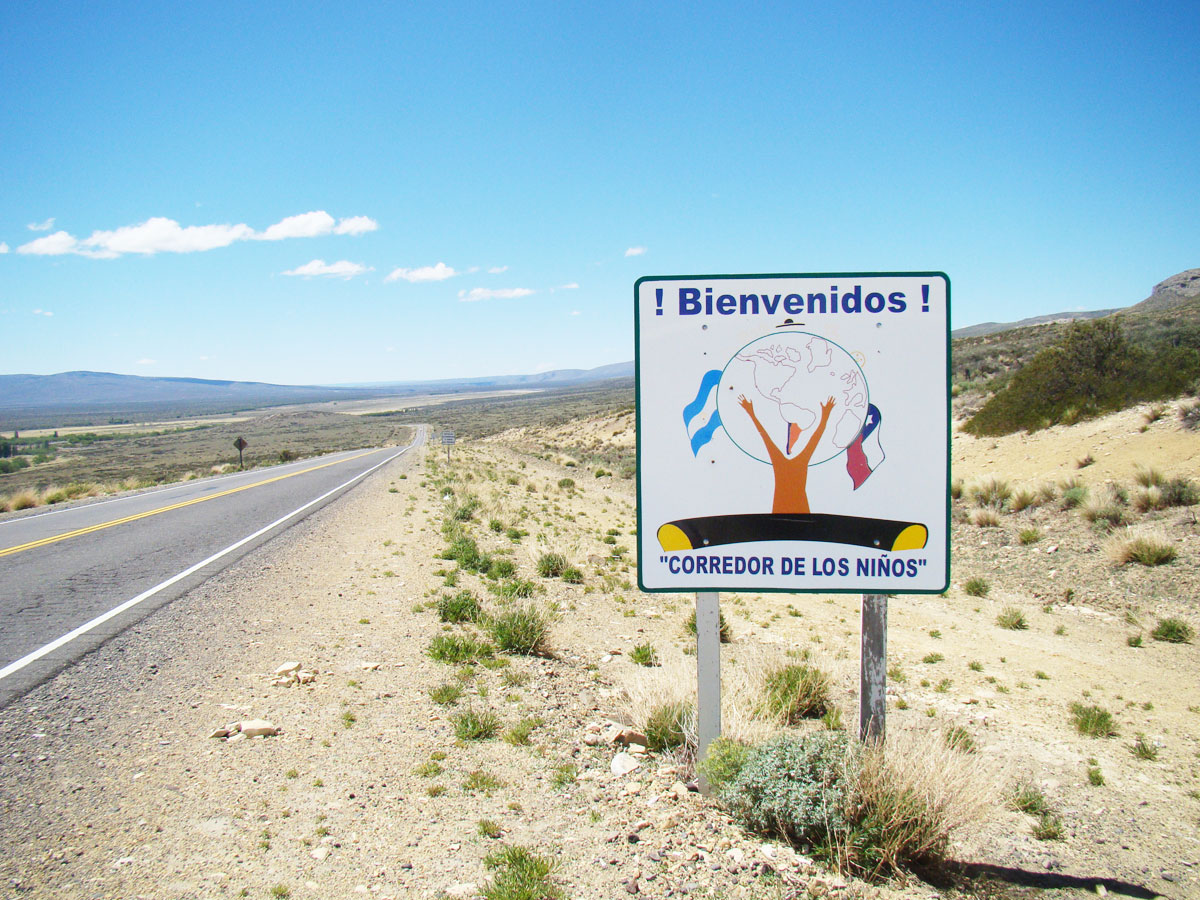
En proximidades de Las Lajas, provincia del Neuquén, Argentina.

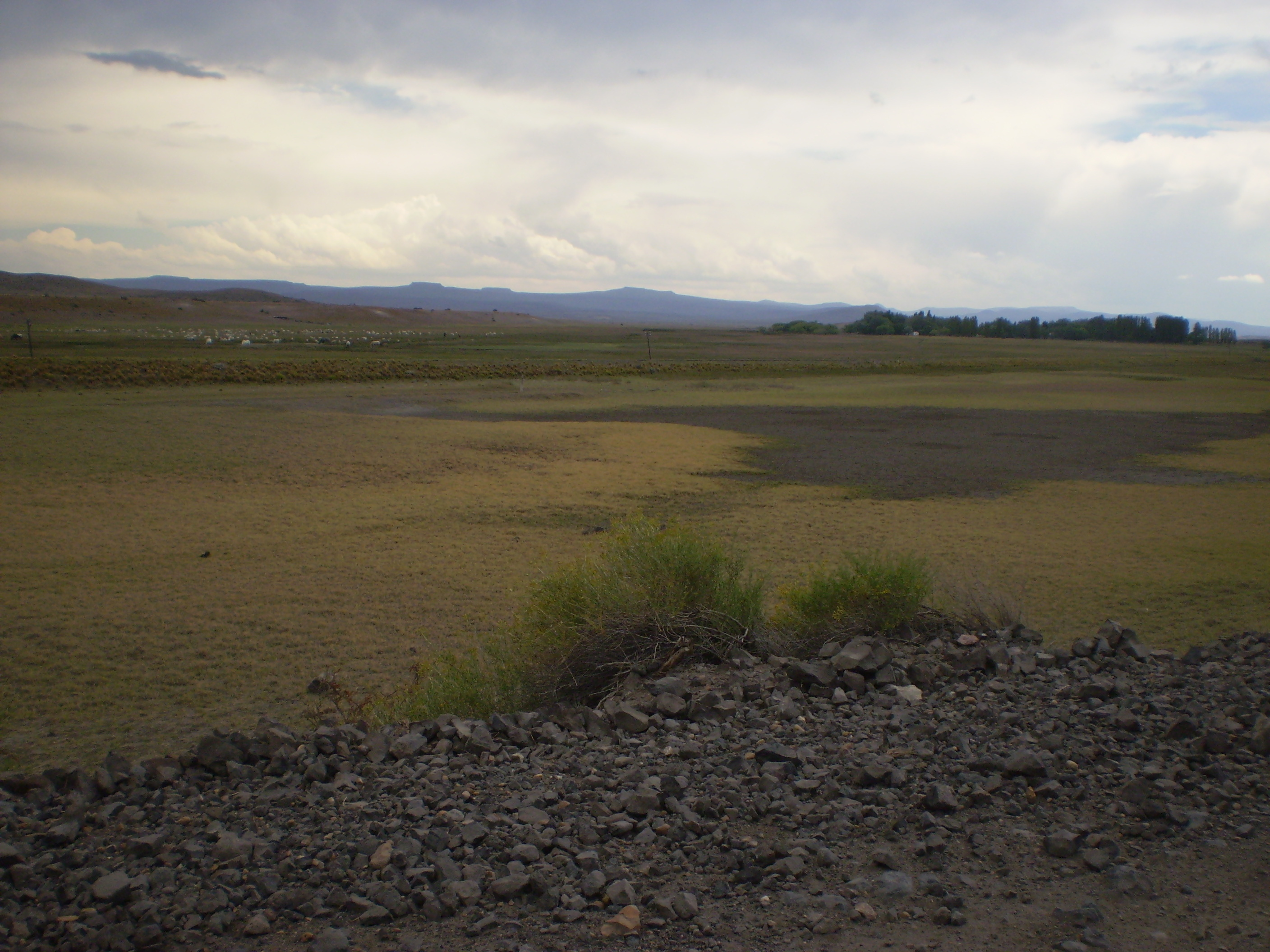
Mallín en proximidades de Ingeniero Jacobacci, provincia de Río Negro, Argentina.

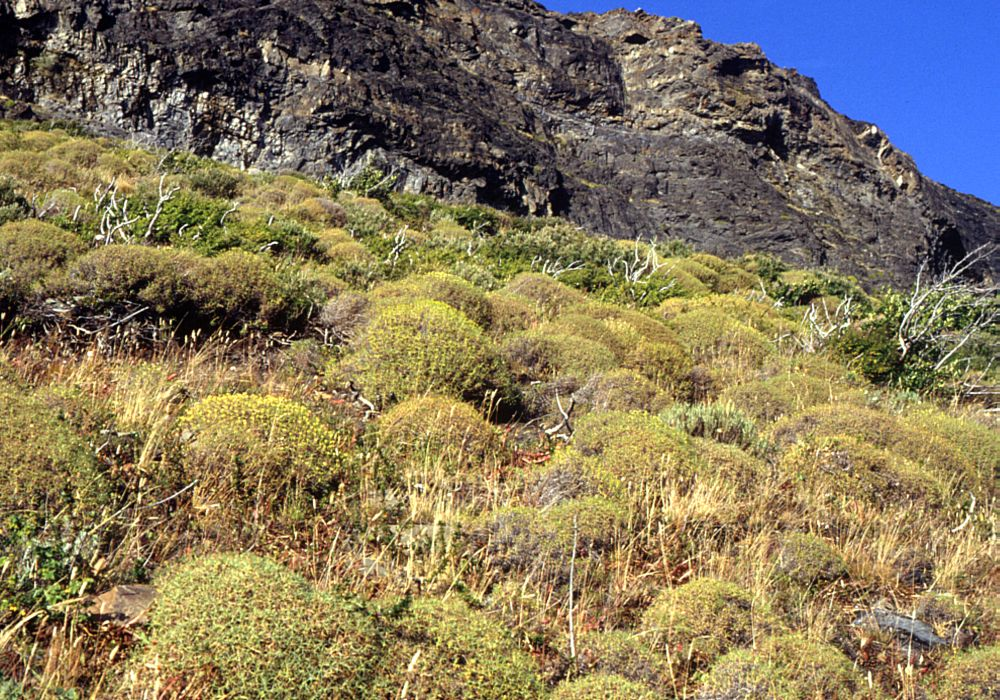
El neneo (Mulinum spinosum), un arbusto característico de esta formación.

El Distrito fitogeográfico Patagónico Occidental es uno de los Distritos fitogeográficos en que se divide la Provincia fitogeográfica Patagónica. Se lo encuentra en la región occidental de la patagonia de la Argentina. Incluye en su mayor parte formaciones de estepas graminosas con abundancia de arbustos.

## Sinonimia
Formación Patagónica, Estepa Patagónica, Desierto Patagónico, Erial Patagónico, Semidesierto Patagónico.

## Distribución
Según la clasificación de Ángel Lulio Cabrera, este distrito fitogeográfico comprende una estrecha faja, por momentos discontinua, de la región occidental de la patagonia de la Argentina. Parte en el norte desde el norte de Neuquén, recorriendo hacia el sur, siempre paralela a la Cordillera de los Andes, el centro oeste y el sudoeste de dicha provincia, siguiendo por los sectores occidentales del Río Negro y el Chubut, terminando en las mesetas al sudeste del lago Buenos Aires, al sur de la ciudad de Perito Moreno, en el noroeste de Santa Cruz.
El límite oriental pasa por Piedra del Águila e Ingeniero Jacobacci. 
Al noroeste contacta con la Provincia fitogeográfica Altoandina; al oeste lo hace con la Provincia fitogeográfica Subantártica hasta el noroeste del Chubut, mientras que en el suroeste de esa misma provincia lo hace por el oeste con el Distrito fitogeográfico Patagónico Subandino; en tanto que al este lo hace con el Distrito fitogeográfico Patagónico Central, estos dos últimos casos pertenecen a la Provincia fitogeográfica Patagónica. Al noreste limita con la Provincia fitogeográfica del Monte.
La altitud generalmente va desde los 500 m s. n. m. hasta los 1500 m s. n. m.

## Afinidades florísticas
Este Distrito fitogeográfico guarda estrecha relación con el Distrito fitogeográfico Patagónico Subandino, de la misma Provincia fitogeográfica, y con la Provincia fitogeográfica de la Payunia. También en su sector norte con el Distrito fitogeográfico Altoandino Cuyano de la Provincia fitogeográfica Altoandina. También registra algunas influencias del Distrito fitogeográfico Altoandino Austral y del Dominio fitogeográfico Subantártico.

## Características
Este Distrito fitogeográfico se caracteriza por presentar en su mayor parte formaciones de estepas graminosas con abundancia de arbustos en cojines hemisféricos desde unos 20 cm hasta 100 cm de altura. También se presentan estepas herbáceas y de caméfitos. Junto a los pequeños arroyos se presentan vegas. 
Sobre un visible suelo desnudo, la vegetación se muestra como un mar de arbustos bajos, compactos, y dispersos, rodeados de gramíneas bajas y duras del tipo del coirón, las que cuentan con espinas, resinas y esencias que las tornan desagradables para los herbívoros. La vegetación toda presenta adaptaciones para soportar déficit hídricos prolongados junto con fuertes vientos. La principal actividad económica es la ganadería ovina y caprina. El uso poco racional de las comunidades vegetales produjo un severo proceso de desertificación y degradación.

## Suelos
Los suelos se presentan con texturas gruesas y pobres en cuanto a materia orgánica, de color pardo claro o grisáceo, de reacción neutra o ligeramente alcalina. Abundan las arenas, los cantos rodados, y las cenizas volcánicas. 

## Relieve
El relieve se presenta como una sucesión de terrazas y mesetas aplanadas o algo onduladas, con sierras y montañas, y algunos conos volcánicos. 
En parte se encuentran sedimentos posteriores al Cretácico, aflorando de entre ellos cordones de mediana altura que apenas superan los 1800 m s. n. m., son los llamados Patagónides. Sus laderas orientales son más secas y suaves que las occidentales. Forman elevaciones bajas y de bordes redondeados, pulidos, gastados a causa de la intensa erosión a la que fueron sometidas.

## Clima
El clima es frío, y muy seco. Las nevadas invernales pueden ser severas; no habiendo ningún período libre de heladas. Las lluvias, y en especial su rendimiento, aumentan hacia el sur y el oeste. Soplan durante todo el año fuertes vientos del cuadrante oeste.
Lo limita por el oeste la isohieta de los 300 mm, mientras que la de los 150 mm lo hace por el este.
El tipo climático característico es el Desértico Patagónico. Junto al borde oriental de la cordillera andina se presenta el clima Patagónico semiárido. En lo alto de las mesetas se presenta el clima Alpino.

## Especies principales
La comunidad climáxica de este distrito es la estepa graminosa con abundancia de arbustos, donde dominan: el neneo (Mulinum spinosum), el malaspina (Trevoa patagonica), el duraznillo (Colliguaya integerrima), el coirón amargo (Stipa speciosa), Stipa humilis, Stipa chrysophylla, Stipa neaei, Stipa patagonica, el coirón dulce (Festuca pallescens), Festuca monticola, Festuca argentina, Poa huecu, Poa ligularis, el espino negro (Discaria articulata), el charcao (Senecio bracteolatus), el abrojo (Acaena splendens), Fabiana imbricata, Ephedra frustillata, Huanaca acaulis, Berberis cuneata, Senecio filaginoides, Schinus polygamus, Schinus o'donellii, Euphorbia portulacoides, Lycium tenuispinossum, Loasa argentina, Doniophyton patagonicum, Nassauvia glomerulosa, Nassauvia axillaris, Adesmia campestris, Adesmia trijuga, Nassauvia axillari, Chuquiraga straminea, Haplopappus pectinatus, Cassia arnottiana, Senecio mendocinus, Senecio filaginoides, el coliguay (Coliguaya integerrima), el colimamuil (Anarthrophyllum rigidum), Verbena ligustrina, Microsteris gracilis, etc. 
En las vegas, llamadas localmente mallines, la humedad no falta, por lo que la vegetación se torna más vívida y variada: Carex gayana, Carex nebularum, Hypsela reniformis, Caltha sagittata, Juncus leuseurii, Acaena acrostemon, Plagiobothrys calandrinoides, Ranunculus uniflorus, Deschampsia elegantula, Agrostis pyrogea, Poa anuna, Azorella trifoliolata, etc.
En lugares inundados, llamados localmente menucos, domina el junco (Juncus californicus), junto a: Arjona pusilla, Hippuris vulgaris, la gambarusa (Myriophyllum elatinoides), Potamogeton pectinatus, etc.
En lugares bajos y salobres dominan los pastos salados (Distichlis scoparia y Distichlis spicata).
En las cumbres de los cerros encontramos: Viola portulacea,Pozoa volcanica, Alstroemeria patagonica, etc.